# Tomasz Rosiński
Tomasz Rosiński, poljski rokometaš, * 24. februar 1984, Ostrów Wielkopolski, Poljska.
Leta 2010 je na evropskem rokometnem prvenstvu s poljsko reprezentanco osvojil 4. mesto.